# Morten Hjulmand
Morten Hjulmand, né le 25 juin 1999 à Kastrup au Danemark, est un footballeur international danois qui joue au poste de milieu central au Sporting CP.

## Biographie

### Admira Wacker
Né à Kastrup au Danemark, Morten Hjulmand est formé par l'un des clubs les plus importants du pays, le FC Copenhague. Cependant il ne joue jamais avec l'équipe première, seulement avec les équipes de jeunes jusqu'aux moins de 19 ans. Le 13 mai 2018, est annoncé le transfert de Hjulmand à l'Admira Wacker, en Autriche. 
Il joue son premier match en professionnel avec ce club, le 20 juillet 2018, à l'occasion d'une rencontre de coupe d'Autriche face au SC Neusiedl am See, contre qui son équipe s'incline (1-0). Six jours plus tard, Hjulmand joue son premier match de Ligue Europa contre le CSKA Sofia. Ce jour-là, il est titulaire, et son équipe est battue sur le score de trois buts à zéro. Le 29 juillet suivant il joue son premier match de championnat, face au Rapid Vienne, lors de la première journée de la saison 2018-2019 du championnat d'Autriche. Il entre en cours de match lors de ce match perdu par les siens (0-3). Hjulmand s'impose rapidement comme un joueur régulier de l'équipe première dès sa première saison en professionnel, jouant un total de 32 matchs toutes compétitions confondues.
Le 19 octobre 2019, Morten Hjulmand inscrit son premier but en professionnel, lors de la large victoire de son équipe par quatre buts à un contre le SC Rheindorf Altach, en championnat.

### US Lecce
Le 16 janvier 2021, durant le mercato hivernal, Morten Hjulmand s'engage en faveur de l'US Lecce, club évoluant alors en Serie B, et signe pour un contrat courant jusqu'au 30 juin 2024,. Il fait sa première apparition sous ses nouvelles couleurs le 24 janvier 2021 contre l'Empoli Football Club, en championnat. Il entre en jeu à la place de Panagiótis Tachtsídis et les deux équipes se neutralisent (2-2 score final). Pour ses débuts il fait bonne impression par sa qualité technique, sa vision du jeu et sa capacité à aussi bien défendre que construire le jeu.
Il s'impose comme un titulaire, étant un joueur régulier lors de la saison 2021-2022 de Serie B. Il contribue à la promotion du club cette année-là, Lecce retrouvant l'élite en remportant le championnat de deuxième division. Les prestations de Hjulmand lui valent d'être observé par plusieurs clubs italiens de premiers plans comme la Juventus, l'Inter Milan ou encore le SSC Naples. Le directeur sportif de Lecce, Stefano Trinchera affirme par ailleurs que le milieu danois est un joueur talentueux qui a un bel avenir et s'imposera en Serie A.
Hjulmand joue son premier match de Serie A le 13 août 2022, à l'occasion de la première journée de la saison 2022-2023, contre l'Inter Milan. Il est titularisé et son équipe s'incline par deux buts à un.

### Sporting CP
Le 13 août 2023, Morten Hjulmand rejoint le Portugal afin de s'engager en faveur du Sporting CP. Il signe un contrat courant jusqu'en juin 2028.
Hjulmand inscrit son premier but pour le Sporting le 17 septembre 2023, lors d'une rencontre de championnat face au Moreirense FC. Titulaire, il ouvre le score sur une passe de Viktor Gyökeres et participe à la victoire de son équipe par trois buts à zéro.
Durant l'été 2024, seulement un an après son arrivée au club, Hjulmand est nommé capitaine du Sporting par son entraîneur, Rúben Amorim.
Lors de la saison 2024-2025 Hjulmand est sacré champion du Portugal pour la deuxième fois.

### En sélection
Morten Hjulmand est sélectionné à plusieurs reprises avec les équipes de jeunes du Danemark, des moins de 18 ans jusqu'aux moins de 20 ans.
Avec les moins de 19 ans, il inscrit un but lors d'un match amical contre la Roumanie en octobre 2017 (victoire 5-1).
Le 6 septembre 2019 Morten Hjulmand fête sa première sélection avec l'équipe du Danemark espoirs face à la Hongrie. Ce jour-là il entre en jeu et les deux équipes font match nul (0-0).
En juin 2022, Morten Hjulmand est convoqué pour la première fois avec l'équipe nationale du Danemark par le sélectionneur Kasper Hjulmand. Il est retenu en raison de l'absence sur blessure de Christian Nørgaard.
Le 30 mai 2024, Hjulmand figure dans la liste des 26 joueurs danois retenus par Kasper Hjulmand pour participer à l'Euro 2024,. C'est durant cette compétition qu'il inscrit son tout premier but en sélection lors du deuxième match de poules face à l'Angleterre. Les Danois tiendront le match nul à l'issue de la rencontre sur le score de 1-1. 

## Vie privée
Morten Hjulmand n'a aucun lien de parenté avec Kasper Hjulmand.

## Statistiques
| Saison                | Club                  | Championnat           | Championnat | Championnat | Championnat | Coupe nationale | Coupe nationale | Coupe nationale | Coupe de la Ligue | Coupe de la Ligue | Coupe de la Ligue | Supercoupe | Supercoupe | Supercoupe | Compétition(s) continentale(s) | Compétition(s) continentale(s) | Compétition(s) continentale(s) | Compétition(s) continentale(s) | Play-offs | Play-offs | Play-offs | Danemark | Danemark | Danemark | Total | Total | Total |
| Saison                | Club                  | Division              | M.          | B.          | P.d.        | M.              | B.              | P.d.            | M.                | B.                | P.d.              | M.         | B.         | P.d.       | Comp.                          | M.                             | B.                             | P.d.                           | M.        | B.        | P.d.      | M.       | B.       | P.d.     | M.    | B.    | P.d.  |
| 2018-2019             | Admira Wacker         | Bundesliga            | 29          | 0           | 1           | 1               | 0               | 0               | -                 | -                 | -                 | -          | -          | -          | C3                             | 2                              | 0                              | 1                              | -         | -         | -         | -        | -        | -        | 32    | 0     | 2     |
| 2019-2020             | Admira Wacker         | Bundesliga            | 30          | 1           | 1           | 1               | 0               | 0               | -                 | -                 | -                 | -          | -          | -          | -                              | -                              | -                              | -                              | -         | -         | -         | -        | -        | -        | 31    | 1     | 1     |
| 2020-2021             | Admira Wacker         | Bundesliga            | 9           | 0           | 0           | 2               | 0               | 0               | -                 | -                 | -                 | -          | -          | -          | -                              | -                              | -                              | -                              | -         | -         | -         | -        | -        | -        | 11    | 0     | 0     |
| Sous-total            | Sous-total            | Sous-total            | 68          | 1           | 2           | 4               | 0               | 0               | -                 | -                 | -                 | -          | -          | -          | -                              | 2                              | 0                              | 0                              | -         | -         | -         | -        | -        | -        | 74    | 1     | 2     |
| 2020-2021             | US Lecce              | Serie B               | 19          | 0           | 3           | -               | -               | -               | -                 | -                 | -                 | -          | -          | -          | -                              | -                              | -                              | -                              | 2         | 0         | 0         | -        | -        | -        | 21    | 0     | 3     |
| 2021-2022             | US Lecce              | Serie B               | 37          | 0           | 3           | 1               | 0               | 0               | -                 | -                 | -                 | -          | -          | -          | -                              | -                              | -                              | -                              | -         | -         | -         | -        | -        | -        | 38    | 0     | 3     |
| 2022-2023             | US Lecce              | Serie A               | 35          | 0           | 4           | 1               | 0               | 1               | -                 | -                 | -                 | -          | -          | -          | -                              | -                              | -                              | -                              | -         | -         | -         | -        | -        | -        | 36    | 0     | 5     |
| Sous-total            | Sous-total            | Sous-total            | 91          | 0           | 10          | 2               | 0               | 1               | -                 | -                 | -                 | -          | -          | -          | -                              | -                              | -                              | -                              | 2         | 0         | 0         | 0        | 0        | 0        | 95    | 0     | 11    |
| 2023-2024             | Sporting CP           | Liga Portugal         | 30          | 3           | 2           | 7               | 1               | 0               | 2                 | 0                 | 0                 | -          | -          | -          | C3                             | 10                             | 0                              | 0                              | -         | -         | -         | 10       | 1        | 1        | 59    | 5     | 3     |
| 2024-2025             | Sporting CP           | Liga Portugal         | 28          | 2           | 2           | 6               | 0               | 0               | 3                 | 1                 | 0                 | 1          | 0          | 0          | C1                             | 9                              | 0                              | 0                              | -         | -         | -         | 9        | 0        | 0        | 56    | 3     | 2     |
| 2025-2026             | Sporting CP           | Liga Portugal         | 2           | 1           | 0           | 0               | 0               | 0               | 0                 | 0                 | 0                 | 1          | 0          | 0          | C1                             | 0                              | 0                              | 0                              | -         | -         | -         | 0        | 0        | 0        | 3     | 1     | 0     |
| Sous-total            | Sous-total            | Sous-total            | 60          | 6           | 4           | 13              | 1               | 0               | 5                 | 1                 | 0                 | 2          | 0          | 0          | -                              | 19                             | 0                              | 0                              | 0         | 0         | 0         | 19       | 1        | 1        | 118   | 9     | 5     |
| Total sur la carrière | Total sur la carrière | Total sur la carrière | 219         | 7           | 16          | 19              | 1               | 1               | 5                 | 1                 | 0                 | 2          | 0          | 0          | -                              | 21                             | 0                              | 0                              | 2         | 0         | 0         | 19       | 1        | 1        | 287   | 10    | 18    |

## Palmarès
US Lecce
- Championnat d'Italie de deuxième division (1) :
  - Champion en 2022.

 Sporting CP
- Championnat du Portugal de football (2) :
  - Champion en 2024 et 2025
- Coupe du Portugal de football (1) :
  - Vainqueur en 2025.